# マリオネットブラザーズ
マリオネットブラザーズは、日本のお笑いコンビ。浅井企画所属。2024年12月27日解散。

## メンバー
井上 大生（いのうえ だいき、1994年1月12日 -（31歳））
ツッコミ担当。
東京都福生市出身、中央大学文学部卒業。身長171 cm、体重70 kg。BWHはそれぞれ89・90・98、足の大きさ27.5 cm。血液型はO型。
普通自動車免許を所持している。
趣味はネタ番組、ネタへの追及、ネタの研究。特技はM-1情報、太鼓の達人。
死にかけの魚に興奮する特殊性癖「魚癖」を持っている。
2024年1月現在、川瀬名人（ゆにばーす）らと同居している。

肉汁（にくじる、本名：櫻井 敬大〈さくらい ゆきひろ〉、1995年2月2日 -（30歳））
ボケ担当。
茨城県水戸市出身。身長161.3 cm、体重49.5 kg。BWHはそれぞれ80.5・79・87、足の大きさ25 cm。血液型はO型。
趣味はプヨプヨボール野球、シャドーピッチング、カラーバッドで素振り。特技はスライダー、松坂大輔投手のモノマネ。
西野七瀬（元乃木坂46）にハマっていた時期があり、握手会にも足を運んだ。

## 来歴
中央大学落語研究会の先輩と後輩によるコンビ。
井上は幼少期から毎年M-1グランプリをテレビにかじりつくようにして見るほどお笑いに夢中で、爆笑レッドカーペット・エンタの神様などのネタ番組は毎週録画して見ていた。そのうちM-1の舞台に憧れを抱き、決勝の舞台へ立ちたいと思って芸人の道を選んだ。文化祭では遊びの範疇であったが漫才を披露していたという。
肉汁は中学2年の頃、はんにゃや有吉弘行がブレイクしていた時期でこの2組のようになりたいと思い立って芸人を志した。しかし高校までは目立ってお笑いを意識しておらず、大学に入ってから本格的にやり始めた。
2人とも落語研究会には消去法で籍を入れており、井上はお笑いサークルがなかったことで仕方なく、肉汁はネタも落語もやりたいとは思わずバラエティ番組のようなお笑いがしたかったからだった。肉汁の組んでいたコンビが解散して間もない頃、1学年先輩の井上が誘って現在のコンビを結成（肉汁が入りたてだった4月に一度誘われていたが、よく分からない先輩ということもあってか井上を面白いと思えなかった肉汁は断っていた）。
いよいよプロになる直前、井上はNSC東京校へ21期生として入学する（同期はエバース、ネイチャーバーガーなど）もわずか3ヶ月で中退。肉汁は就職するつもりであったが就活はほとんどせず、相方・井上とのネタ合わせやオーディションには頻繁に顔を出していた。就活を全くしなかった理由は肉汁曰く「ちゃんと芸人にはなりたかったんですけど、ただずっと相方が井上なのかなっていう思いはあって。でも僕も、相方が他にいない。ピンで行くのもちょっと厳しいなと思ってて、仕方なく誰もないからとりあえずここでやるかっていう感じですかね」。
最初に入りたかった事務所はマセキ芸能社だったもののオーディションには落ち続け、3回以上オーディションに落ちると一生入れないという噂も聞いていたことで諦めた。とにかくどこでも所属できればよかったため、「養成所に入らなくても所属できる」という点から浅井企画へ入った。
2024年の12月27日をもって解散。二人ともピン芸人として活動する。

## 芸風
主に漫才で、フリーダムに動き回るボケを繰り出す肉汁に対して井上が冷静にツッコんでいくネタを得意とする。M-1グランプリでは2017〜2019年、2024年にて3回戦進出、2021年・2022年は準々決勝まで進出している。ビートたけし杯「お笑い日本一」では決勝進出。
ネタは2人で話し合って作り、井上がそれらを台本に起こしている。コントに対しては井上が全く演技ができなかったため苦手としている。

## 出演

### テレビ
- ザ・ベストワン（TBSテレビ、2022年2月11日）[8]
- 賞金奪い合いネタバトル ソウドリ〜SOUDORI〜（TBSテレビ、2022年5月10日、5月23日）
- 誰でも考えたくなる「正解の無いクイズ」75分拡大スペシャル（テレビ東京、2024年2月18日）[9]

### 映画
- 青の生徒会 参る! season1 花咲く男子たちのかげに（2020年） - 肉汁のみ[10][11]

### CM
- BASE
  - 「BASE偏見派とBASE利用者の抗争・山本舞香篇」（2021年5月29日 - ） - 肉汁のみ[10]
  - 「BASE偏見派とBASE利用者の抗争・角田晃広篇」（2021年5月29日 - ） - 肉汁のみ[10]